# Méra (Magyarország)
Méra község Borsod-Abaúj-Zemplén vármegye Encsi járásában.

## Fekvése
A Hernád völgyében fekszik, a folyó jobb parti oldalán, a megyeszékhely Miskolctól közúton 45 kilométerre északkeletre. Közvetlen szomszédai észak felől Novajidrány (kb. 6 km), dél felől Encs (4 km), északnyugat felől pedig Szalaszend (kb. 5 km). Az előzőeken túl határos még, a folyó túlpartján fekvő települések közül északkelet felől Vizsollyal, kelet felől Hernádcécével, délkelet felől pedig Abaújkérrel, de ezek egyikével sincs közvetlen közúti kapcsolata.

### Megközelítése
Legfontosabb közúti megközelítési útvonala a 3-as főút, mely a belterületének nyugati széle mellett halad el, ezen érhető el a legegyszerűbben a vármegye és az ország távolabbi részei felől. A távolabbról érkezők számára kedvező megközelítési útvonal még az M30-as autópálya is, amely szintén elhalad a község mellett, bár annak a határai között nincs csomópontja, így a község a sztrádáról csak encsi vagy garadnai letéréssel érhető el. Főutcája a 3706-os út, Szalaszenddel pedig a 2626-os út köti össze.
A hazai vasútvonalak közül a Felsőzsolca–Hidasnémeti-vasútvonal érinti, melynek egy megállási pontja van a területén: Méra megállóhely a belterület északnyugati részén helyezkedik el, közvetlenül a 3706-os út vasúti keresztezésének déli oldalánál.

## Története
Méra és környéke már a honfoglalás előtt is lakott hely lehetett, amit a határában található ősi földvár is bizonyít. Nevét az Anjou Okmánytár 1256-ból származó oklevele említette először, Mera néven.
A település már az Árpád-korban is népes hely lehetett, mivel a 13. századra itt a település kettéosztódásából két egymás közelében fekvő Méra nevű település alakult ki: Felméra és Alméra néven.
1273-ban Wlmera nevét, 1332-ben pedig már Almira és Holmere (Felméra) nevét is külön-külön említik a korabeli oklevelekben.
A mai Méra község 1950-ben jött létre, amikor az addig különálló Alsóméra és Felsőméra egyesültek és ideiglenesen az utóbbi nevét használták. Mai nevét 1951-ben kapta.

## Közélete

### Polgármesterei
- 1990–1994: Sasvári Lászlóné (független)[3]
- 1994–1998: Sasvári Lászlóné (független)[4]
- 1998–2002: Sasvári Lászlóné (független)[5]
- 2002–2004: Sasvári Lászlóné (független)[6]
- 2004–2006: Horváth László (független)[7]
- 2006–2010: Horváth László (független)[8]
- 2010–2014: Timár Herbert (független)[9]
- 2014–2019: Timár Herbert (független)[10]
- 2019–2024: Timár Herbert (független)[11]
- 2024– : Timár Herbert (független)[1]

A településen 2004. november 21-én időközi polgármester-választást tartottak, az előző polgármester halála miatt.

## Népesség
A település népességének változása:
| Lakosok száma | 1786 | 1753 | 1727 | 1579 | 1450 | 1522 | 1442 |
|               | 2013 | 2014 | 2015 | 2021 | 2022 | 2023 | 2024 |

2001-ben a település lakosságának 98%-a magyar, 2%-a cigány nemzetiségűnek vallotta magát.
A 2011-es népszámlálás során a lakosok 89%-a magyarnak, 15,7% cigánynak, 0,2% örménynek, 0,2% románnak, 0,2% ukránnak mondta magát (10,9% nem nyilatkozott; a kettős identitások miatt a végösszeg nagyobb lehet 100%-nál). A vallási megoszlás a következő volt: római katolikus 42,8%, református 21,3%, görögkatolikus 8,7%, evangélikus 0,2%, felekezeten kívüli 3,1% (22,6% nem válaszolt).
2022-ben a lakosság 88,7%-a vallotta magát magyarnak, 5,2% cigánynak, 1% szlováknak, 0,1% németnek, 0,1% románnak, 1,4% egyéb, nem hazai nemzetiségűnek (10,5% nem nyilatkozott; a kettős identitások miatt a végösszeg nagyobb lehet 100%-nál). Vallásuk szerint 28% volt római katolikus, 13,9% református, 6,3% görög katolikus, 0,7% egyéb keresztény, 0,2% evangélikus, 4,1% felekezeten kívüli (46,6% nem válaszolt).

## Nevezetességek
- Purgly-kúria (klasszicista; 1891–1892-ben itt lakott Dayka Gábor)
- Református templom (15. századi, gótikus, 1795-ben átépítették)

## Híres emberek
- Felsőmérán született 1891-ben Vitéz Attila földbirtokos, országgyűlési képviselő.
- Veréb György, a DVTK aranycsapatának kapusa, a DVTK kapusedzője, Méra díszpolgára (2007)